# Sparks (Band)
Die Sparks (deutsch: Funken) sind eine US-amerikanische Band der Rock- und Popmusik um die Brüder Ron und Russell Mael, die 1972 in Los Angeles aus der Band Halfnelson hervorging. Sparks begann mit Pop und Glam Rock, entwickelte sich jedoch mit der Verarbeitung von vielfältigen Einflüssen wie Orchester- und Kammermusik, Jazz und elektronischer Tanzmusik über diesen Rahmen hinaus. Edgar Wright inszenierte mit The Sparks Brothers einen Dokumentarfilm über die Band, die zu den einflussreichsten Vertretern des „Art-Pop“ gerechnet wird.

## Bandgeschichte

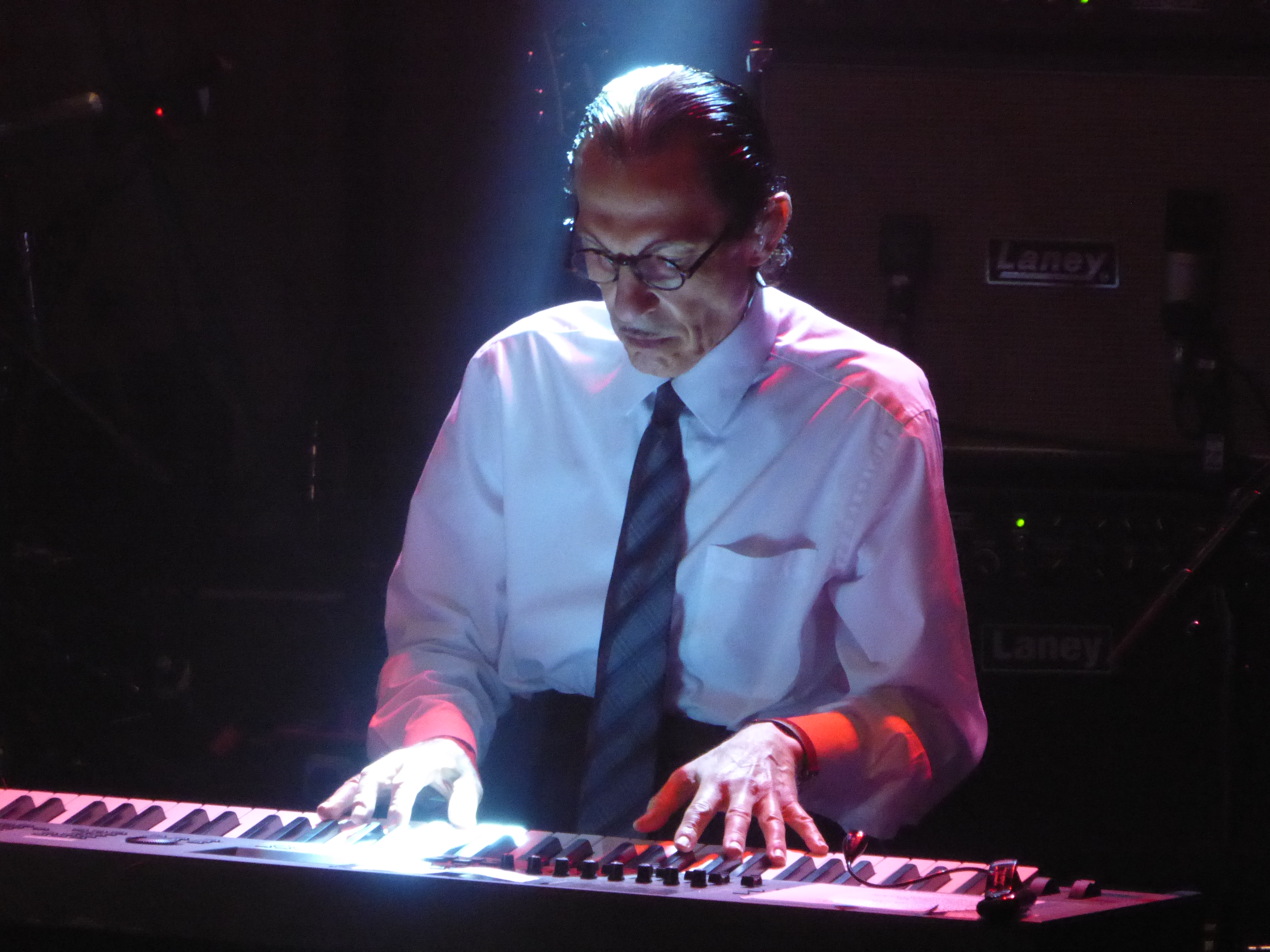
Keyboarder Ron Mael (2015)

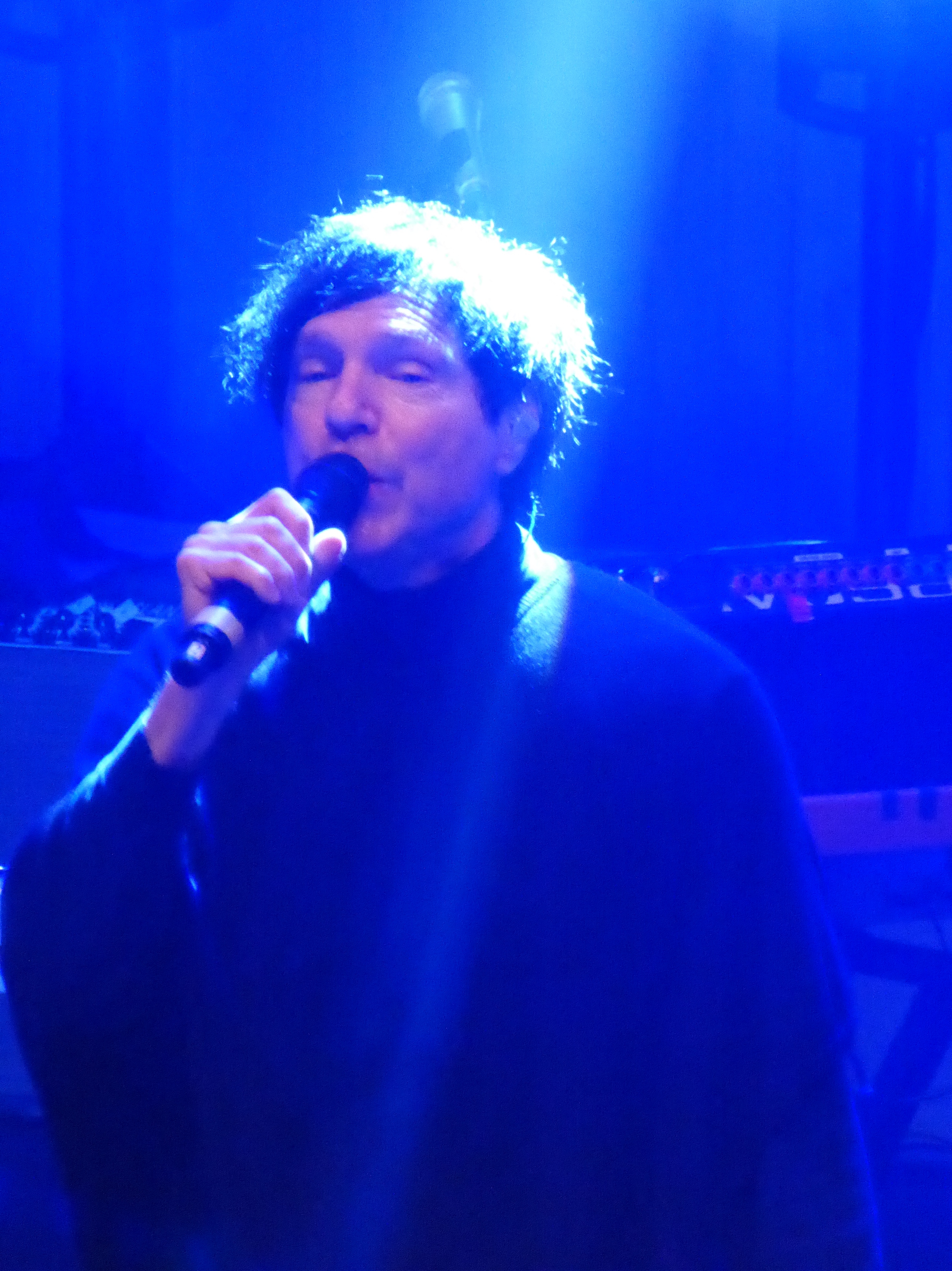
Sänger Russell Mael (2015)

### Anfänge
Ron Mael (Ronald David Mael, * 12. August 1945 in Culver City, Kalifornien) bekam als Kind Klavierunterricht. Als Sohn eines Grafikers und einer Bibliothekarin wuchs er in Pacific Palisades, Los Angeles auf. Ende der 1960er Jahre war er Student an der UCLA. Zusammen mit seinem jüngeren Bruder Russell Mael (Russell Craig Mael, * 5. Oktober 1948 in Santa Monica, Kalifornien) spielte er in verschiedenen Bands, bevor sie mit Earle Mankey (Gitarre) 1969 die Gruppe Halfnelson gründeten, aus der später die Sparks wurden. Ron schrieb die Lieder und spielte Keyboards, Russell sang. Vervollständigt durch Mankeys Bruder Jim (Bass) und Harley A. Feinstein (Schlagzeug) veröffentlichten sie 1971 ihr gleichnamiges Debüt für Bearsville. Produziert wurde die Platte von Todd Rundgren. Musikalische Einflüsse waren vornehmlich englische Bands wie The Kinks, The Move und die frühen Pink Floyd mit Syd Barrett.
Dem Album war kein großer kommerzieller Erfolg beschieden, auch nicht, als es nach von der Plattenfirma vorgeschlagener Namensänderung in Sparks (Albert Grossman hatte den Namen „Sparks Brothers“ vorgeschlagen, in Anlehnung an die Marx Brothers; das behagte der Band nicht so recht, und „Sparks“ war die Kompromisslösung) wiederveröffentlicht wurde. Die Single Wonder Girl war ein lokaler Hit, brachte aber ebenso wenig wie die zweite LP A Woofer in Tweeter's Clothing (1972) den Durchbruch. Das herausragende Stück auf dieser Platte, Girl from Germany, handelt von der Schwierigkeit, den Eltern eine deutsche Freundin vorzustellen.

### Island Records

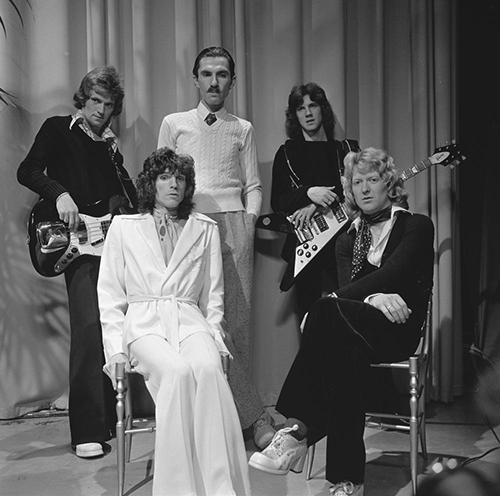
Sparks (1974)

Eine Europatournee, die sie 1972 durch England (wo sie im Marquee Club auftraten), die Niederlande und die Schweiz geführt hatte, machte Island Records auf die Sparks aufmerksam. 1973 zogen Ron und Russell darum nach England, holten sich neue Musiker (Norman 'Dinky' Diamond, Adrian Fisher, Martin Gordon) und produzierten Anfang 1974 mit Muff Winwood die Platte, die viele noch heute für ihr Meisterwerk halten: Kimono My House. Das Album enthielt zwei ihrer bekanntesten und erfolgreichsten Titel, den Nummer-2-Hit This Town Ain’t Big Enough for Both of Us und dessen Nachfolgesingle Amateur Hour.
Im englischen Musikmagazin Sounds stand: „Sparks got the musical extravagance of Wizzard, the sophisticated feel of Roxy and the menacing power of the Third Reich.“ Der NME sprach von „Instant Classic“. Die einzige Konstante in den Artikeln der Musikpresse war allerdings immer der unausweichliche Hinweis auf Rons „Hitler“-Schnurrbart. Diesen trug er aber nach eigenen Angaben nur nach dem Vorbild von Charlie Chaplin.
Noch im gleichen Jahr folgte Propaganda, eine dem vorangegangenen Album sehr ähnliche Produktion, die wieder einige Hit-Singles enthielt, darunter Something for the Girl with Everything und Never Turn Your Back on Mother Earth.
Zu dieser Zeit wurden Sparks dem Glam Rock zugerechnet, wie auch T. Rex, mit denen sie manchmal verglichen wurden.
Für Indiscreet (1975) bedienten sich die Sparks der Hilfe des David-Bowie-Produzenten Tony Visconti. Dieses Album darf als das ausgereifteste der Island-Jahre gelten. Allerdings enthielt es keine vergleichbaren Hitsongs mehr und der Stilmix (u. a. Swing und Big Band) verstörte einige der frühen Fans.

### Amerika
1976 kehrten die Maels nach Amerika zurück, wo sie, wiederum mit neuen Musikern, nun den Durchbruch zu erreichen suchten. Allerdings blieben sowohl das nächste Album Big Beat als auch das folgende, ironisch Introducing Sparks genannt, weit hinter den Erwartungen zurück. Auf ihrer Homepage wird diese Platte als „uneasy cross between“ The Beach Boys und Randy Newman bezeichnet. Allerdings sind gerade die fast als Beach-Boys-Parodien zu hörenden Stücke von sehr eigenem Reiz. In dem Katastrophenfilm Achterbahn aus dem Jahre 1976 sind sie als Liveband zur Eröffnung eines Themenparks mit dem Song Big Boy zu sehen.
Der nächste Einschnitt erfolgte durch die Zusammenarbeit mit Giorgio Moroder, der gerade Donna Summer zu Erfolgen geführt hatte. Das Ergebnis war 1979 No 1 in Heaven, das einen völligen Stilwechsel bedeutete und ihnen besonders mit dem Titelsong und der Single Beat the Clock ein gänzlich neues Publikum bescherte. In den folgenden Jahren veröffentlichten sie (teilweise unterstützt durch Marc Moulin) eine Reihe von Alben, die hauptsächlich in Frankreich erfolgreich waren, wo sie 1980 mit When I'm With You einen ihrer größten Hits hatten.

### Comeback
1994 veröffentlichten Sparks nach einer sechsjährigen Pause Gratuitous Sax & Senseless Violins (eine Wortspielerei: gratuitous sex & senseless violence = grundloser Sex und sinnlose Gewalt), das wiederum einen markanten Stilwechsel vollzog. Klare Melodien und Russells Stimme wurden wieder in den Vordergrund gerückt, teilweise unterlegt von Techno-Beats. In Deutschland wurde die Single When Do I Get to Sing ‘My Way’ dank MTV zum Überraschungshit.

Nach diesem kurzen Erfolg veröffentlichten Sparks das Album Plagiarism, auf dem sie ihre größten Hits in teils völlig neuen Arrangements präsentierten. Auch beim Nachfolgealbum Balls blieb der Erfolg großteils aus.

Erst mit der Veröffentlichung von Lil' Beethoven und anschließend Hello Young Lovers konnten sie erneut Erfolg bei Kritikern wie auch beim Publikum feiern. Die erste veröffentlichte Single Metaphor des Albums Hello Young Lovers wurde im deutschen Rolling Stone als „Single des Jahres“ bezeichnet.
Anlässlich des 21. Studioalbums Exotic Creatures of the Deep führten Sparks im Mai und Juni 2008 alle ihre Alben live in London auf.
Im August 2009 wurde im Schwedischen Rundfunk ein neues Radio-Musical von Sparks mit dem Titel „The Seduction of Ingmar Bergman“ aufgeführt, in dem es um einen fiktiven Aufenthalt des Regisseurs in Amerika geht. Das Musical erschien in der Folge auch als Album.
Im März 2013 veröffentlichten Sparks ihr erstes Live-Album: Two Hands, One Mouth: Live In Europe. Im März 2015 gründeten Sparks zusammen mit der britischen Band Franz Ferdinand die Gruppe FFS. Das Ergebnis der Zusammenarbeit war ein gleichnamiges Album.
Die nächsten Sparks-Alben waren Hippopotamus (2017) und A Steady Drip, Drip, Drip (2020). Beide erzielten einen 7. Platz in den britischen Album-Charts.
Das Drehbuch und die Musik des im Jahr 2021 veröffentlichten Musical-Films Annette des französischen Regisseurs Leos Carax stammen von Ron und Russell Mael. Der Film wurde als Eröffnungsfilm der Internationalen Filmfestspiele von Cannes 2021 ausgewählt.
Am 26. Mai 2023 wurde das 26. Studioalbum The Girl Is Crying In Her Latte mit 14 Titeln veröffentlicht. Im Musikvideo zum titelgebenden Song des Albums trat Cate Blanchett zusammen mit den Mael-Brüdern auf. Auch dieses Album erzielte als drittes in Folge einen 7. Platz in den britischen Album-Charts; das nächste Album, Mad!, schaffte es auf den 2. Platz.

## Diskografie

### Alben
| Jahr | Titel                              | Höchstplatzierung, Gesamtwochen, AuszeichnungChartplatzierungen (Jahr, Titel, Platzierungen, Wochen, Auszeichnungen, Anmerkungen) | Höchstplatzierung, Gesamtwochen, AuszeichnungChartplatzierungen (Jahr, Titel, Platzierungen, Wochen, Auszeichnungen, Anmerkungen) | Höchstplatzierung, Gesamtwochen, AuszeichnungChartplatzierungen (Jahr, Titel, Platzierungen, Wochen, Auszeichnungen, Anmerkungen) | Höchstplatzierung, Gesamtwochen, AuszeichnungChartplatzierungen (Jahr, Titel, Platzierungen, Wochen, Auszeichnungen, Anmerkungen) | Höchstplatzierung, Gesamtwochen, AuszeichnungChartplatzierungen (Jahr, Titel, Platzierungen, Wochen, Auszeichnungen, Anmerkungen) | Anmerkungen                                                    |
| Jahr | Titel                              | DE | AT | CH | UK | US | Anmerkungen                                                    |
| ---- | ---------------------------------- | --- | --- | --- | --- | --- | -------------------------------------------------------------- |
| 1974 | Kimono My House                    | — | — | — | UK4 Gold · (24 Wo.)UK | US101 (14 Wo.)US | Erstveröffentlichung: Mai 1974                                 |
| 1974 | Propaganda                         | DE49 (4 Wo.)DE | — | — | UK9 Silber · (13 Wo.)UK | US63 (13 Wo.)US | Erstveröffentlichung: November 1974                            |
| 1975 | Indiscreet                         | — | — | — | UK18 (4 Wo.)UK | US169 (6 Wo.)US | Erstveröffentlichung: Oktober 1975                             |
| 1979 | No. 1 in Heaven                    | — | — | — | UK73 (1 Wo.)UK | — | Erstveröffentlichung: September 1979                           |
| 1981 | Whomp That Sucker                  | — | — | — | — | US182 (2 Wo.)US | Erstveröffentlichung: Juli 1981                                |
| 1982 | Angst in My Pants                  | — | — | — | — | US173 (6 Wo.)US | Erstveröffentlichung: April 1982                               |
| 1983 | In Outer Space                     | — | — | — | — | US88 (17 Wo.)US | Erstveröffentlichung: April 1983                               |
| 1994 | Gratuitous Sax & Senseless Violins | DE29 (14 Wo.)DE | — | — | — | — | Erstveröffentlichung: November 1994                            |
| 2006 | Hello Young Lovers                 | — | — | — | UK66 (1 Wo.)UK | — | Erstveröffentlichung: Februar 2006                             |
| 2008 | Exotic Creatures of the Deep       | — | — | — | UK54 (1 Wo.)UK | — | Erstveröffentlichung: Mai 2008                                 |
| 2015 | FFS                                | DE22 (2 Wo.)DE | AT36 (1 Wo.)AT | CH19 (3 Wo.)CH | UK17 (5 Wo.)UK | — | Erstveröffentlichung: 8. Juni 2015 mit Franz Ferdinand als FFS |
| 2017 | Hippopotamus                       | DE88 (1 Wo.)DE | — | — | UK7 (3 Wo.)UK | — | Erstveröffentlichung: 8. September 2017                        |
| 2020 | A Steady Drip, Drip, Drip          | DE24 (1 Wo.)DE | AT29 (1 Wo.)AT | CH25 (1 Wo.)CH | UK7 (1 Wo.)UK | US75 (1 Wo.)US | Erstveröffentlichung: 3. Juli 2020                             |
| 2021 | Annette (Soundtrack)               | DE90 (1 Wo.)DE | — | — | — | — | Erstveröffentlichung: 9. Juli 2021                             |
| 2023 | The Girl Is Crying in Her Latte    | DE37 (1 Wo.)DE | AT58 (1 Wo.)AT | CH35 (1 Wo.)CH | UK7 (1 Wo.)UK | — | Erstveröffentlichung: 26. Mai 2023                             |
| 2025 | Mad!                               | DE48 (1 Wo.)DE | — | CH67 (1 Wo.)CH | UK2 (1 Wo.)UK | — | Erstveröffentlichung: 23. Mai 2025                             |

grau schraffiert: keine Chartdaten aus diesem Jahr verfügbar
Weitere Alben
- 1971: Sparks / Halfnelson
- 1972: A Woofer in Tweeter’s Clothing
- 1976: Big Beat
- 1977: Introducing Sparks
- 1979: The Best of
- 1980: Terminal Jive
- 1981: The History of
- 1984: Pulling Rabbits Out of a Hat
- 1986: Music That You Can Dance To
- 1988: Interior Design
- 1990: Mael Intuition: The Best of 1974–76
- 1991: Profile: The Ultimate Sparks Collection
- 1993: The Hell Collection
- 1993: The Heaven Collection
- 1993: In the Swing
- 1996: The 12 Inch Mixes
- 1997: Plagiarism
- 1999: 12″ Mixes
- 2000: Balls
- 2002: Lil’ Beethoven
- 2002: This Album’s Big Enough … The Best Of
- 2009: The Seduction of Ingmar Bergman

### Singles (Auswahl)
| Jahr | Titel Album                                                                        | Höchstplatzierung, Gesamtwochen, AuszeichnungChartplatzierungen (Jahr, Titel, Album, Platzierungen, Wochen, Auszeichnungen, Anmerkungen) | Höchstplatzierung, Gesamtwochen, AuszeichnungChartplatzierungen (Jahr, Titel, Album, Platzierungen, Wochen, Auszeichnungen, Anmerkungen) | Höchstplatzierung, Gesamtwochen, AuszeichnungChartplatzierungen (Jahr, Titel, Album, Platzierungen, Wochen, Auszeichnungen, Anmerkungen) | Höchstplatzierung, Gesamtwochen, AuszeichnungChartplatzierungen (Jahr, Titel, Album, Platzierungen, Wochen, Auszeichnungen, Anmerkungen) | Anmerkungen                                              |
| Jahr | Titel Album                                                                        | DE | CH | UK | US | Anmerkungen                                              |
| ---- | ---------------------------------------------------------------------------------- | --- | --- | --- | --- | -------------------------------------------------------- |
| 1974 | This Town Ain’t Big Enough for Both of Us Kimono My House                          | DE12 (12 Wo.)DE | CH7 (7 Wo.)CH | UK2 Silber · (10 Wo.)UK | — | Erstveröffentlichung: April 1974                         |
| 1974 | Amateur Hour Kimono My House                                                       | DE12 (11 Wo.)DE | — | UK7 (9 Wo.)UK | — | Erstveröffentlichung: Juli 1974                          |
| 1974 | Never Turn Your Back on Mother Earth Propaganda                                    | DE40 (1 Wo.)DE | — | UK13 (7 Wo.)UK | — | Erstveröffentlichung: Oktober 1974                       |
| 1975 | Something for the Girl with Everything Propaganda                                  | — | — | UK17 (7 Wo.)UK | — | Erstveröffentlichung: Januar 1975                        |
| 1975 | Get in the Swing Indiscreet                                                        | — | — | UK27 (7 Wo.)UK | — | Erstveröffentlichung: Juli 1975                          |
| 1975 | Looks, Looks, Looks Indiscreet                                                     | — | — | UK26 (4 Wo.)UK | — | Erstveröffentlichung: Oktober 1975                       |
| 1979 | The Number One Song in Heaven No. 1 in Heaven                                      | — | — | UK14 (13 Wo.)UK | — | Erstveröffentlichung: April 1979                         |
| 1979 | Beat the Clock No. 1 in Heaven                                                     | — | — | UK10 (9 Wo.)UK | — | Erstveröffentlichung: Juli 1979                          |
| 1979 | Tryouts for the Human Race No. 1 in Heaven                                         | — | — | UK45 (5 Wo.)UK | — | Erstveröffentlichung: Oktober 1979                       |
| 1982 | I Predict Angst in My Pants                                                        | — | — | — | US60 (7 Wo.)US | Erstveröffentlichung: April 1982                         |
| 1983 | Cool Places In Outer Space / The Very Best of Jane Wiedlin                         | — | — | — | US49 (12 Wo.)US | Erstveröffentlichung: April 1983 mit Jane Wiedlin        |
| 1994 | When Do I Get to Sing "My Way" Gratuitous Sax & Senseless Violins                  | DE7 Gold · (26 Wo.)DE | CH22 (9 Wo.)CH | UK32 (5 Wo.)UK | — | Erstveröffentlichung: 17. Oktober 1994                   |
| 1995 | When I Kiss You (I Hear Charlie Parker Playing) Gratuitous Sax & Senseless Violins | DE61 (10 Wo.)DE | — | UK36 (2 Wo.)UK | — | Erstveröffentlichung: 27. Februar 1995                   |
| 1995 | Now That I Own the BBC Gratuitous Sax & Senseless Violins                          | DE81 (8 Wo.)DE | — | UK60 (2 Wo.)UK | — | Erstveröffentlichung: November 1995                      |
| 1997 | This Town Ain’t Big Enough for Both of Us Plagiarism                               | — | — | UK40 (2 Wo.)UK | — | Erstveröffentlichung: 6. Dezember 1997 mit Faith No More |
| 2006 | Perfume Hello Young Lovers                                                         | — | — | UK80 (1 Wo.)UK | — | Erstveröffentlichung: 13. Februar 2006                   |

## Auszeichnungen für Musikverkäufe
| Goldene Schallplatte - Frankreich - 1980: für die Single When I’m With You |

Anmerkung: Auszeichnungen in Ländern aus den Charttabellen bzw. Chartboxen sind in ebendiesen zu finden.
| Land/RegionAuszeichnungen für Musikverkäufe (Land/Region, Auszeichnungen, Verkäufe, Quellen) | Silber     | Gold     | Platin | Verkäufe | Quellen           |
| -------------------------------------------------------------------------------------------- | ---------- | -------- | ------ | -------- | ----------------- |
| Deutschland (BVMI)                                                                           | —          | Gold1    | —      | 250.000  | musikindustrie.de |
| Frankreich (SNEP)                                                                            | —          | Gold1    | —      | 500.000  | infodisc.fr       |
| Vereinigtes Königreich (BPI)                                                                 | 2× Silber2 | Gold1    | —      | 360.000  | bpi.co.uk         |
| Insgesamt                                                                                    | 2× Silber2 | 3× Gold3 | —      |          |                   |

## Filmdokumentationen
- The Sparks Brothers. Regie (und Koproduktion): Edgar Wright. GBR, USA 2021, 135 Min.
- Sparks – Château d’Hérouville. Regie: Gaëtan Chataignier. Arte, Frankreich 2022, 61 Min. (online bis zum 17. Juni 2023 in der arte-Mediathek).